# She-Man: A Story of Fixation
She-Man: A Story of Fixation, también conocida como She-Man, es una película estadounidense dramática de 1967 dirigida por Bob Clark y protagonizada por Leslie Marlowe, Wendy Roberts y Dorian Wayne. En esta película, un ex soldado es obligado a tomar estrógeno y convertirse en travesti.

## Argumento
La película comienza con el mensaje de un psicólogo, quien relata que lo que veremos es un relato de los archivos de un proyecto de investigación. El psicólogo hace énfasis en que el "tipo de individuo" presentado es real y es parte de un relato preciso de un tipo de "desviación". Antes de comenzar, anima a la audiencia a ampliar sus mentes y simpatizar con esta persona.
Albert Rose, un soldado, es chantajeado por una travesti violenta y debe tomar estrógeno y usar lingerie.

## Elenco
- Leslie Marlowe - Albert Rose
- Wendy Roberts - Ruth
- Dorian Wayne - Dominita
- Cristal Hans
- Diane O'Donnell
- Jeff Gillen
- Winnie Melton
- Canto normando
- Jaspe de Virginia
- Marilyn Denham

## Producción
La primera película de Clark, She-Man se filmó en Lehigh Acres, Florida, en una funeraria y un invernadero como escenarios principales. Leslie Marlowe, quien interpretó a Albert Rose, fue una conocida imitadora femenina, o drag queen profesional. Los lugareños desempeñaron la mayoría de los papeles, con la excepción de los travestis, que eran imitadores profesionales de mujeres.
The Southeastern Pictures Corporation estrenó She-Man junto a la película documental de explotación Queens at Heart en 1967. Este cortometraje documental ofrece una mirada poco común a cuatro mujeres trans en Nueva York antes de los disturbios de Stonewall.

## Recepción
En una reseña de She-Man en la revista LadyLike de 1995, la crítica Laurie Ann consideró que She-Man era una película "imprescindible" para quienes disfrutan del travestismo y las temáticas relacionadas con el travestismo en el cine. Además, notó que la trama de la película es una fantasía típica sobre travestismo:
"La historia refleja una fantasía de travestismo típica. El "héroe" es obligado a "vestirse" y descubre con rapidez que disfruta esta transformación en la feminidad. Conoce a una GG que es atraída por su lado femenino y se convierten en amantes."
Raymond Murray, escritor de Images in the Dark: An Encyclopedia of Gay and Lesbian Film and Video, describió a She-Man como "hilarantemente mala en todos los aspectos". 

## Restauración por byNWR
En 2017, el cineasta danés Nicolas Winding Refn lanzó su propia plataforma de streaming gratuita byNWR, enfocada en películas de culto que se han perdido a lo largo de los años. Junto a Olga's House of Shame, Wild Guitar, Chained Girls, Shanty Tramp, Satan in High Heels, The Maidens of Fetish Street y Marea Nocturna, la plataforma incluyó She-Man.
En el ensayo que acompaña a la película, se expresa que los Restauradores tuvieron problemas en el proceso de restauración debido a que la copia original no estaba disponible para trabajar sobre ella, así que se usó la única copia de 35mm existente para remasterizarla de la mejor manera bajo las circunstancias. 